# Honda SJ 50 Bali

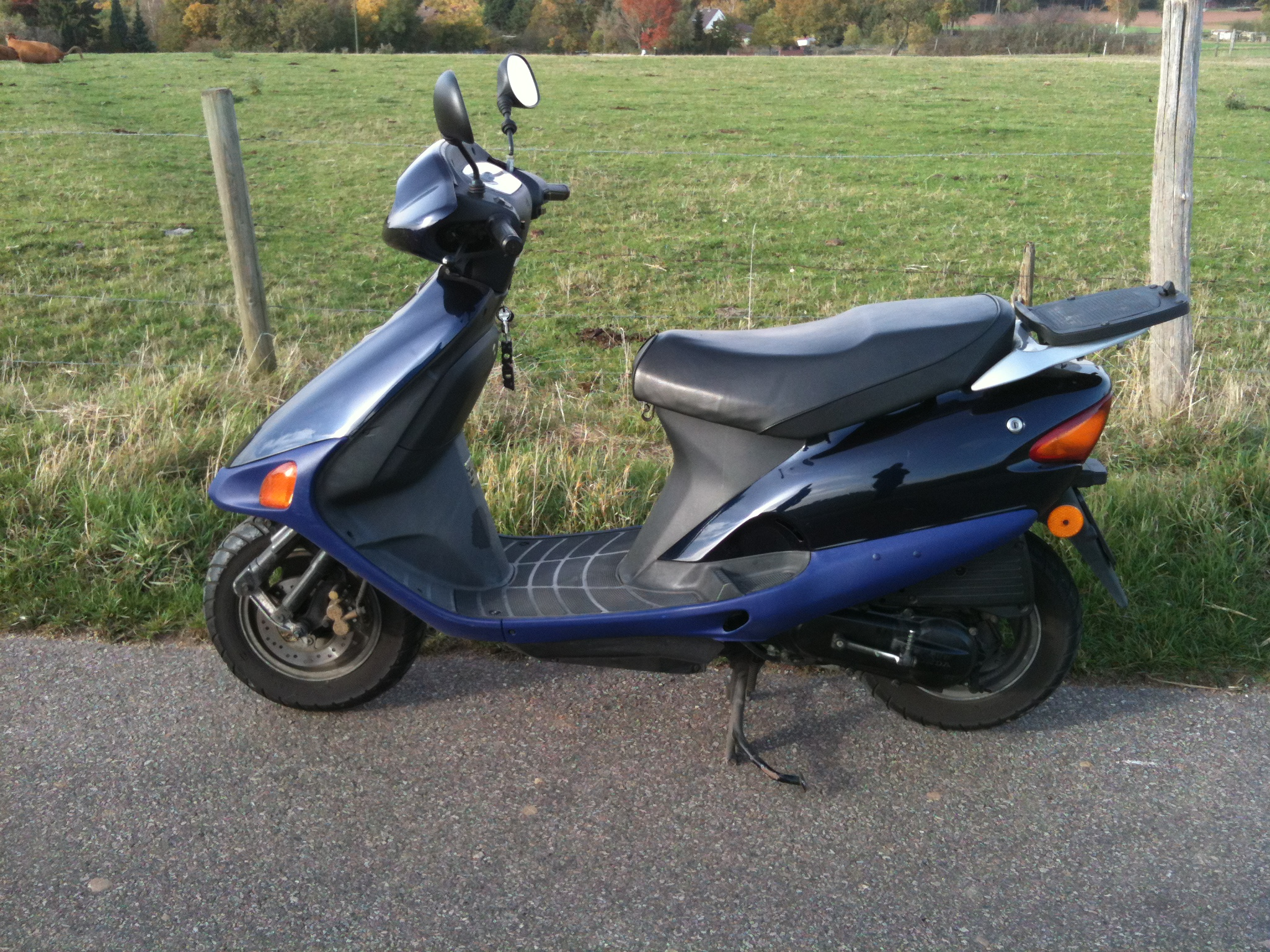
Seitenansicht eines Honda Bali SJ 50 Typ AF 32 Bj. 2001

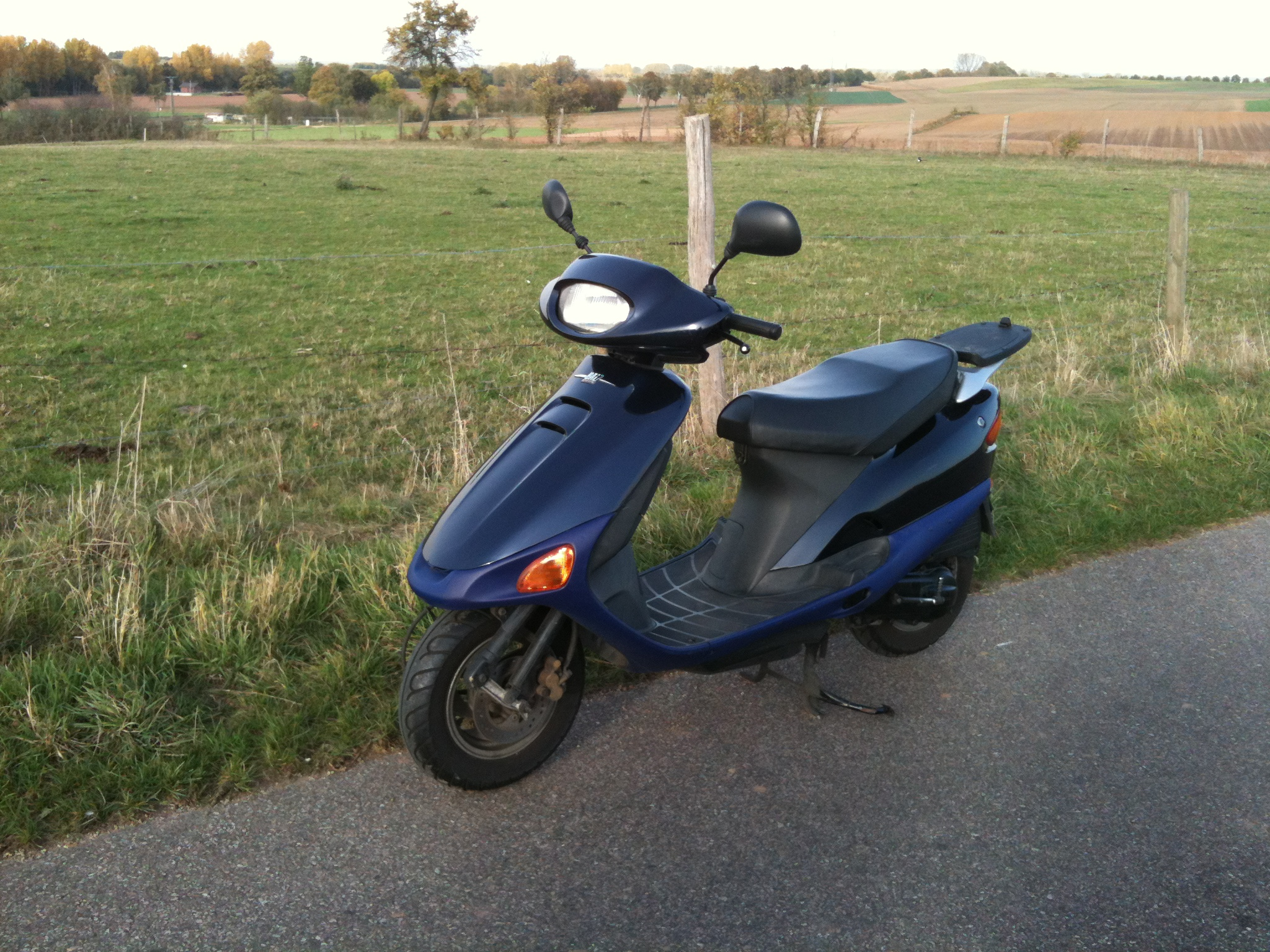
Vorderansicht eines Honda Bali SJ 50 Typ AF 32 Bj. 2001

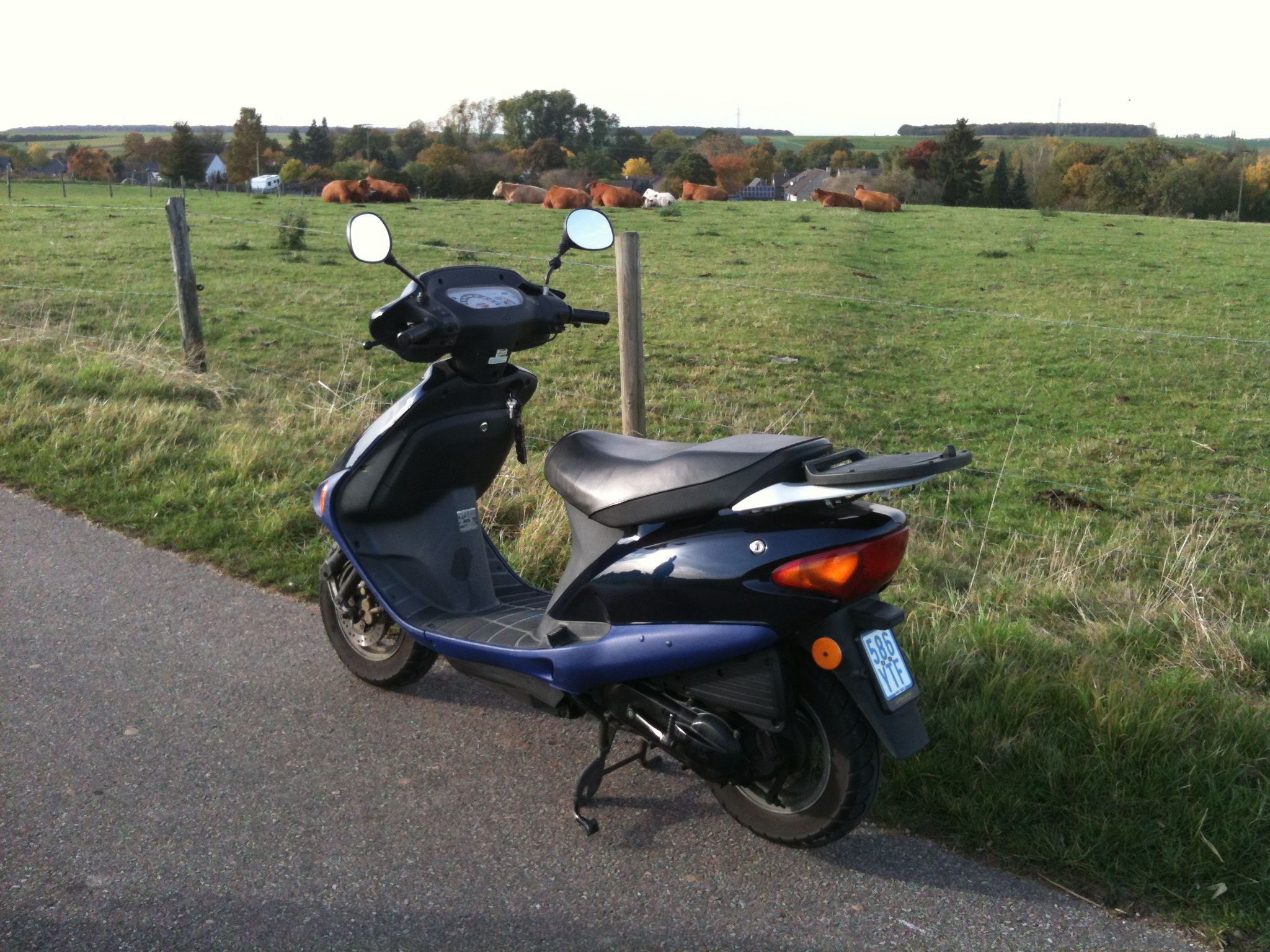
Hinteransicht eines Honda Bali SJ 50 Typ AF 32 Bj. 2001

Die Bali ist ein Motorroller von Honda, der von 1995 bis 2001 in Italien für den europäischen Markt gebaut wurde.
Über die Bauzeit blieb der Honda Bali bis auf wechselnde Farbvarianten fast unverändert, zum Modelljahr 1998 gab es ein kleines Facelift, bei der Lenkerverkleidung und Heckpartie etwas rundlicher gestaltet wurden. Der Scheinwerfer erhielt eine Fernlichtfunktion, am Rahmen wurde ein zusätzliches Lenkschloss ergänzt.
Der Verbrauch liegt bei ca. 3,5–4 l auf 100 km. Vorne besitzt der Roller eine Scheibenbremse, hinten eine Trommelbremse. Die Federung und der Sitzkomfort sind sehr gut; auch zu zweit hat man genug Platz, der Beifahrer fährt jedoch fast ungefedert hinten mit. Unter dem Sitz ist ein Helmfach, in das ein Integralhelm passt. Zudem besitzt dieser Roller ein großes Handschuhfach.

## Technische Daten
- Fahrzeughersteller: Honda
- Antriebsart: Zweitaktottomotor
- Leistung: 3,05 kW bei 5750/min – 4kW bei 7100/min (Erstimporte)
- Leergewicht: 91 kg – 107 kg (Erstimporte)
- offizielle Höchstgeschwindigkeit: 50 km/h – 65 km/h (Erstimporte)
- Hubraum: 49 cm³
- Sitzplätze: 2
- Sitzhöhe: 77 cm
- Zul. Gesamtgewicht: 265 kg – 282 kg (Erstimporte)
- Standgeräusch in dB (A): 74 bei 2875
- Fahrgeräusch in dB (A): 70
- Reifen vorn sowie hinten: 100/90 – 10 56J TL
- Hauptdüse: 75
- Leerlaufdüse: 35
- Düsennadel, Stellung von oben: 3. Kerbe
- Schwimmerstand: 8,6 mm
- Zündkerze: NGK – BR6HSA
- Batterie: YTR4A – 12V/2,3Ah
- Tankinhalt: 7 l